# Liste biblischer Personen/P
Diese Liste biblischer Personen führt Eigennamen von Personen auf, die in der Bibel vorkommen. Sie ist nach dem Alphabet auf mehrere Seiten aufgeteilt. Angegeben sind jene Bibelstellen, in denen die Person zuerst genannt wird. Namen von Orten, Bergen, Flüssen, Seen, Meeren, Inseln, Heiligtümern, Ländern, Völkern finden sich in der Liste geographischer und ethnographischer Bezeichnungen in der Bibel. 

## P
| Name (dt.)            | Name (Urtext)                         | Bedeutung des Namens                                                                                            | Bibelstelle       | Person                                                          |
| --------------------- | ------------------------------------- | --- | ----------------- | --------------------------------------------------------------- |
| Paarai                | פַּעֲרַי paʿᵃraj                          | unsicher, vllt. „den Mund aufsperren“                                                                           | 2 Sam 23,35       | Held Davids, aus Arab                                           |
| Padon                 | פָּדוֹן pādōn                            | „[Gott] hat errettet“, „[Gott] hat losgekauft“                                                                  | Esr 2,44 u. ö.    | Tempelsklave                                                    |
| Pahat-Moab            | פַּחַת מוֹאָב paḥat mōʾāv                  | „Statthalter von Moab“                                                                                          | Esra 10,30 u. ö.  | Judäer, Vorfahre mehrerer Rückkehrer aus dem babylonischen Exil |
| Pagiël                | פַּגְעִיאֵל pagʿîʾēl                       | unsicher: „Gott hat [an]getroffen“ oder „Gott ist [mein] Geschick“                                              | Num 1,13 u. ö.    | Ascherit, Sohn Ochrans                                          |
| Palal                 | פָּלָל pālāl                             | „[Gott] hat entschieden“, „[Gott] hat gerichtet“                                                                | Neh 3,25          | am Mauerbau Beteiligter                                         |
| Pallu                 | פַּלּוּא pallūʾ                           | „[JHWH] hat wunderbar behandelt“                                                                                | Gen 46,9 u. ö.    | Sohn Rubens                                                     |
| Palti                 | פַּלְטִי palṭî                            | „[meine] Rettung“ oder „[Gott] hat gerettet“                                                                    | Num 13,9          | Kundschafter, Benjaminiter, Sohn Rafus                          |
| Palti                 | פַּלְטִי palṭî                            | „[meine] Rettung“ oder „[Gott] hat gerettet“                                                                    | 1 Sam 25,44       | Palti, Mann der Michal, der Tochter Sauls                       |
| Paltiël               | פַּלְטִיאֵל palṭîʾēl                       | „[meine] Rettung ist Gott“                                                                                      | 2 Sam 3,15        | Palti, Mann der Michal, der Tochter Sauls                       |
| Paltiël               | פַּלְטִיאֵל palṭîʾēl                       | „[meine] Rettung ist Gott“                                                                                      | Num 34,26         | Fürst des Stammes Issachar, Sohn Asans                          |
| Parmaschta            | פַּרְמַשְׁתָּא parmaštāʾ                      | „der Allererste“                                                                                                | Est 9,9           | Sohn Hamans                                                     |
| Parmenas              | Παρμενᾶς Parmenâs                     | „der Verweilende“, „der Ausharrende“ oder eine Kurzform von Namen mit diesem Element                            | Apg 6,5           | einer der sieben Diakone                                        |
| Parnach               | פַּרְנָךְ parnāḵ                           | unsicher | Num 34,25         | Sebuloniter, Vater des Anführers Elizafan                       |
| Parosch               | פַּרְעֹשׁ parʿōš                           | „Floh“ | Esr 2,3 u. ö.     | Heimkehrer unter Serubbabel                                     |
| Parosch               | פַּרְעֹשׁ parʿōš                           | „Floh“ | Esr 8,3           | Heimkehrer unter Esra                                           |
| Parosch               | פַּרְעֹשׁ parʿōš                           | „Floh“ | Esr 10,25         | Priester zur Zeit Esras                                         |
| Parosch               | פַּרְעֹשׁ parʿōš                           | „Floh“ | Neh 3,25          | Vater eines am Mauerbau beteiligten                             |
| Parosch               | פַּרְעֹשׁ parʿōš                           | „Floh“ | Neh 10,15         | Volksoberhaupt                                                  |
| Parschandata          | פַּרְשַׁנְדָּתָא paršandātāʾ                   | „der Forschende“ oder „einer vielfarbigen Person geboren“                                                       | Est 9,7           | Sohn Hamans                                                     |
| Paruach               | פָּרוּחַ pārūaḥ                           | unsicher, vllt. „fröhlich“, „heiter“ oder „Knospe“, „Sproß“                                                     | 1 Kön 4,17        | Vater eines Gouverneurs Salomos                                 |
| Pasach                | פָּסַךְ pāsaḵ                             | unbekannt, vllt. „abschneiden“                                                                                  | 1 Chr 7,33        | Ascherit, Sohn Jaflets                                          |
| Paschhur              | פַּשְׁחוּר pašḥūr                          | „der Sohn des Horus“                                                                                            | Esr 2,38 u. ö.    | Priesterfamilie, Heimkehrer unter Serubbabel                    |
| Paschhur              | פַּשְׁחוּר pašḥūr                          | „der Sohn des Horus“                                                                                            | Esr 10,22         | Priesterfamilie zur Zeit Esras                                  |
| Paschhur              | פַּשְׁחוּר pašḥūr                          | „der Sohn des Horus“                                                                                            | Neh 10,4          | Priester                                                        |
| Paschhur              | פַּשְׁחוּר pašḥūr                          | „der Sohn des Horus“                                                                                            | Neh 11,12         | Vorfahr eines Priesters                                         |
| Paschhur              | פַּשְׁחוּר pašḥūr                          | „der Sohn des Horus“                                                                                            | Jer 20,1 u. ö.    | Priester, Oberaufseher im Jerusalemer Tempel, Gegner Jeremias   |
| Paschhur              | פַּשְׁחוּר pašḥūr                          | „der Sohn des Horus“                                                                                            | Jer 21,1 u. ö.    | Priester zur Zeit Zedekias, Sohn Malkias                        |
| Paschhur              | פַּשְׁחוּר pašḥūr                          | „der Sohn des Horus“                                                                                            | Jer 38,1          | Vater eines hohen Beamten unter Zedekia                         |
| Paseach               | פָּסֵחַ pāsēaḥ                            | „Hinkebein“ | 1 Chr 4,12        | Judäer                                                          |
| Paseach               | פָּסֵחַ pāsēaḥ                            | „Hinkebein“ | Neh 3,6           | Vater eines am Mauerbau Beteiligten                             |
| Paseach               | פָּסֵחַ pāsēaḥ                            | „Hinkebein“ | Esr 2,49 u. ö.    | Tempelsklave, Heimkehrer unter Serubbabel                       |
| Patrobas              | Πατρόβας Patróbas                     | „Leben für den Vater“                                                                                           | Röm 16,14         | Gegrüßter im Römerbrief                                         |
| Paulus                | Ποῦλος Paûlos                         | „klein“, „gering“                                                                                               | Apg 13,7          | Beiname des Prokonsuls Sergius                                  |
| Paulus                | Ποῦλος Paûlos                         | „klein“, „gering“                                                                                               | Apg 13,9 u. ö.    | Beiname des Apostels Saulus                                     |
| Pedahel               | פְּדַהְאֵל pədahʾēl                        | „Gott hat errettet“, „Gott hat losgekauft“                                                                      | Num 34,28         | Naftaliter, Sohn Ammihuds                                       |
| Pedaja                | פְּדָיָה pədājâ                           | „JHWH hat errettet“, „JHWH hat losgekauft“                                                                      | 2 Kön 23,36       | Vater Sebudas, der Mutter Jojakims                              |
| Pedaja                | פְּדָיָה pədājâ                           | „JHWH hat errettet“, „JHWH hat losgekauft“                                                                      | 1 Chr 3,18f       | Sohn Jojachins, Vater Serubbabels                               |
| Pedaja                | פְּדָיָה pədājâ                           | „JHWH hat errettet“, „JHWH hat losgekauft“                                                                      | Neh 3,25          | am Tempelbau Beteiligter, Sohn Paroschs                         |
| Pedaja                | פְּדָיָה pədājâ                           | „JHWH hat errettet“, „JHWH hat losgekauft“                                                                      | Neh 8,4           | an der Gesetzesverlesung durch Esra Beteiligter                 |
| Pedaja                | פְּדָיָה pədājâ                           | „JHWH hat errettet“, „JHWH hat losgekauft“                                                                      | Neh 11,7          | Benjaminiter, Sohn Kolajas, Vater Joëds                         |
| Pedaja                | פְּדָיָה pədājâ                           | „JHWH hat errettet“, „JHWH hat losgekauft“                                                                      | Neh 13,13         | Levit                                                           |
| Pedaja                | פְּדָיָהוּ pədājāhū                        | „JHWH hat errettet“, „JHWH hat losgekauft“                                                                      | 1 Chr 27,20       | Manassit, Vater Joël                                            |
| Pedazur               | ּפְּדָהְצוּר pədāhṣūr und ּפְּדָה־צוּר pədâ-ṣūr  | „der Fels hat errettet“, „der Fels hat losgekauft“                                                              | Num 1,10 u. ö.    | Manassiter, Vater Gamliëls                                      |
| Pekach                | פֶּקַח pæqaḥ                             | „[Gott] hat [die Augen/den Mutterleib] geöffnet“                                                                | 2 Kön 15,25 u. ö. | König von Israel                                                |
| Pekachja              | פְּקַחְיָה pæqaḥjâ                         | „JHWH hat [die Augen/den Mutterleib] geöffnet“                                                                  | 2 Kön 15,22 u. ö. | König von Israel                                                |
| Pelaja                | פְּלָאיָה pəlāʾjâ                         | unsicher, vllt. „JHWH ist [heilig] abgesondert“ oder „JHWH hat wunderbar behandelt“                             | Neh 8,7 u. ö.     | Levit zur Zeit Nehemias                                         |
| Pelaja                | פְּלָיָה pəlājâ                           | unsicher, vllt. „JHWH ist [heilig] abgesondert“ oder „JHWH hat wunderbar behandelt“                             | 1 Chr 3,24        | Davidide, Sohn Eljoënais                                        |
| Pelalja               | פְּלַלְיָה pelaljâ                         | „JHWH hat entschieden“, „JHWH hat gerichtet“                                                                    | Gen 10,25         | Sohn Ebers, Vater Regus                                         |
| Pelatja               | פְּלַטְיָה pəlaṭjâ                         | „JHWH hat errettet“                                                                                             | 1 Chr 3,21        | Davidide, Sohn Hananjas                                         |
| Pelatja               | פְּלַטְיָה pəlaṭjâ                         | „JHWH hat errettet“                                                                                             | 1 Chr 4,42        | Simeoniter, Oberhaupt derer, die in das Gebirge Seïr ziehen     |
| Pelatja               | פְּלַטְיָה pəlaṭjâ                         | „JHWH hat errettet“                                                                                             | Neh 10,23         | Volksoberhaupt zur Zeit Nehemias                                |
| Pelatja               | פְּלַטְיָהוּ pəlaṭjāhū                      | „JHWH hat errettet“                                                                                             | Ez 11,1           | Sohn Benajas                                                    |
| Peleg                 | פֶּלֶג pælæg                             | „Kanal“, „Graben“, „Wasserlauf“                                                                                 | Gen 10,25         | Sohn Ebers, Vater Regus                                         |
| Pelet                 | פֶלֶט pælæṭ                             | „der Entkommene“ oder „[Gott] hat gerettet“                                                                     | 1 Chr 2,47        | Kalebiter, Sohn Jahdais                                         |
| Pelet                 | פֶלֶט pælæṭ                             | „der Entkommene“ oder „[Gott] hat gerettet“                                                                     | 1 Chr 12,3        | Anhänger Davids, Sohn Asmawets                                  |
| Pelet                 | פֶּלֶת pælæt                             | „der Entkommene“ oder „[Gott] hat gerettet“                                                                     | 1 Chr 2,33        | Kalebiter, Sohn Jonatans                                        |
| Peninna               | פְּנִנָּה pəninnâ                          | unsicher, vllt. „Koralle“                                                                                       | 1 Sam 1,2.4       | Frau Elkanas                                                    |
| Penuel                | פְּנוּאֵל pənūʾēl                         | „Angesicht Gottes“                                                                                              | 1 Chr 4,4         | Vater Gedors, aus dem Stamm Juda                                |
| Penuel                | פְּנִיאֵל pənîʾēl                         | „Angesicht Gottes“                                                                                              | 1 Chr 8,25        | Benjaminit                                                      |
| Penuel                | Φανουήλ Phanuēl                       | „Angesicht Gottes“                                                                                              | Lk 2,36           | Vater der Prophetin Hanna, Ascherit                             |
| Peresch               | פֶּרֶשׁ pæræš                             | unsicher, vllt. „Reitpferd“                                                                                     | 1 Chr 7,16        | Manassit                                                        |
| Perez                 | פֶּרֶץ pæræṣ                             | „Riss“ | Gen 38,29 u. ö.   | Sohn Judas und Tamars                                           |
| Persis                | Περσίς Persís                         | „die persische Frau“                                                                                            | Röm 16,12         | Gegrüßte im Römerbrief                                          |
| Peruda                | פְּרוּדָא pərūdāʾ und פְּרִידָא pərîdāʾ       | „der Einzige“, „der Einzigartige“                                                                               | Esr 2,55 u. ö.    | Vorfahr von Heimkehrern mit Esra                                |
| Petachja              | פְּתַחְיָה pətaḥjâ                         | „JHWH hat [den Mutterleib] geöffnet“                                                                            | 1 Chr 24,16       | Priester                                                        |
| Petachja              | פְּתַחְיָה pətaḥjâ                         | „JHWH hat [den Mutterleib] geöffnet“                                                                            | Esr 10,23 u. ö.   | Petachja, Levit                                                 |
| Petachja              | פְּתַחְיָה pətaḥjâ                         | „JHWH hat [den Mutterleib] geöffnet“                                                                            | Neh 11,24         | Berater des Königs, Sohn Meschesabels                           |
| Petrus                | Πέτρος Pétros                         | „Stein“ | Mt 4,18 u. ö.     | Jünger Jesu                                                     |
| Petuël                | פְּתוּאֵל pətūʾēl                         | unerklärlich | Joel 1,1          | Vater Joëls, des Propheten                                      |
| Pëulletai             | פְּעֻלְּתַי pəʿullətaj                      | „Arbeit“, „Erwerb“, „Lohn“                                                                                      | 1 Chr 26,5        | levitischer Torwächter                                          |
| Phanuel               | Φανουήλ Phanuēl                       | „Angesicht Gottes“                                                                                              | Lk 2,36           | Vater der Prophetin Hanna, auch Penuel                          |
| Philemon              | Φιλήμων Philēmōn                      | „liebevoll“, „herzlich“                                                                                         | Phlm 1            | Mitarbeiter des Paulus                                          |
| Philetus              | Φίλητος Phílētos und Φιλητός Philētós | „geliebt“, „liebenswürdig“                                                                                      | 2 Tim 2,17        | Irrlehrer                                                       |
| Philippus             | Φίλιππος Phílippos                    | „Pferdefreund“, „der Pferde liebt“                                                                              | Mt 10,3 u. ö.     | Philippus, Jünger Jesu                                          |
| Philippus             | Φίλιππος Phílippos                    | „Pferdefreund“, „der Pferde liebt“                                                                              | Mt 14,3 u. ö.     | Sohn von Herodes dem Großen                                     |
| Philippus             | Φίλιππος Phílippos                    | „Pferdefreund“, „der Pferde liebt“                                                                              | Apg 6,5 u. ö.     | Philippus, einer der sieben Diakone                             |
| Philologus            | Φιλόλογος Philógos                    | „der Worte liebt“                                                                                               | Röm 16,15         | Gegrüßter im Römerbrief                                         |
| Phlegon               | Φλέγων Phlégōn                        | „der Brennende“                                                                                                 | Röm 16,14         | Gegrüßter im Römerbrief                                         |
| Phöbe                 | Φοίβη Phoíbē                          | „hell“, „rein“, „strahlend“                                                                                     | Röm 16,1          | Dienerin der Gemeinde von Kenchreä                              |
| Phygelus              | Φύγελος Phygelos                      | vllt. „der Flüchtige“                                                                                           | 2 Tim 1,15        | Gegner des Paulus                                               |
| Pichol                | פִּיכֹל Pîḵōl                            | unsicher, vllt. „Krieger“                                                                                       | Gen 21,22 u. ö.   | Feldherr Abimelechs                                             |
| Pilatus               | Πιλᾶτος Pilâtos                       | vllt. „mit einem Speer bewaffnet“ oder „Hut“                                                                    | Mt 27,2 u. ö.     | Beiname des Pontius, Statthalter von Judäa                      |
| Pildasch              | פִּלְדָּשׁ pildāš                           | unsicher, vllt. „Spinne“ oder „stark“, „kräftig“                                                                | Gen 22,22         | Sohn Nahors und Milkas                                          |
| Pilha                 | פִּלְחָא Pilḥāʾ                           | unsicher, vllt. „arbeiten“, „dienen“ oder „Mühlstein“ oder „Unterlippenscharte“ oder „erfolgreich“, „glücklich“ | Neh 10,25         | Volksoberhaupt                                                  |
| Piltai                | פִּלְטַי Pilṭaj                           | „[Gott/JHWH] hat errettet“                                                                                      | Neh 12,17         | Priester                                                        |
| Pinhas                | פִּינְחָס pînḥās und פִּנְחָס pinḥās          | „der Dunkelhäutige“                                                                                             | Ex 6,25 u. ö.     | Pinhas, Sohn Eleasars, Hohepriester                             |
| Pinhas                | פִּינְחָס pînḥās und פִּנְחָס pinḥās          | „der Dunkelhäutige“                                                                                             | 1 Sam 1,3 u. ö.   | Pinhas, Sohn Elis                                               |
| Pinhas                | פִּינְחָס pînḥās und פִּנְחָס pinḥās          | „der Dunkelhäutige“                                                                                             | Esr 8,33          | Priester zur Zeit Esras                                         |
| Pinon                 | פִּינֹן pînōn                            | unsicher, vllt. „mit langem, schönen Haar“                                                                      | Gen 36,41 u. ö.   | Häuptling, Nachkomme Esaus                                      |
| Piram                 | פִּרְאָם pirʾām                           | vllt. „Wildesel“                                                                                                | Jos 10,3          | König von Jarmut                                                |
| Pispa                 | פִּסְפָּה pispâ                            | unbekannt | 1 Chr 7,38        | Asserit                                                         |
| Piton                 | פִּיתוֹן Pîtōn                           | unklar und umstritten, vllt. „mit hoher, kräftiger Stirn“                                                       | 1 Chr 8,35 u. ö.  | Benjaminit, Nachkomme Sauls                                     |
| Pizzez, auch Pizez    | פִּצֵּץ Piṣṣēṣ                            | vllt. „[Gott] hat zerschmettert“                                                                                | 1 Chr 24,15       | Priester                                                        |
| Pnuel                 | פְּנִיאֵל pənîʾēl                         | „Angesicht Gottes“                                                                                              | 1 Chr 4,4         | Vater Gedors, aus dem Stamm Juda                                |
| Pnuel                 | פְּנוּאֵל pənūʾēl                         | „Angesicht Gottes“                                                                                              | 1 Chr 8,25        | Benjaminit, auch Penuel                                         |
| Pocheret-Zebajim      | פֹּכֶרֶת הַצְּבָיִים pōḵæræt haṣəḇājîm         | „Gazellenfänger“                                                                                                | Esr 2,52 u. ö.    | einer der Söhne der Sklaven Salomos                             |
| Pontius               | Πόντιος Póntios                       | „aus dem Geschlecht der Pontier“, verm. von der Region Pontus abgeleitet                                        | Lk 3,1 u. ö.      | Vorname des Pilatus, Statthalter von Judäa                      |
| Porata                | פּוֹרָתָא pōrātāʾ                         | vllt. „der Freigebige“                                                                                          | Est 9,8           | Sohn Hamans                                                     |
| Porcius, auch Porzius | Πόρκιος Pórkios                       | „Schwein“ | Apg 24,27         | Vorname des Festus, Präfekt von Judäa                           |
| Potifar               | פּוֹטִיפַר pōṭîp̄ar                        | „der, den Pharao gegeben hat“ oder „der, den Re gegeben hat“                                                    | Gen 37,36 u. ö.   | Hofbeamte des Pharao                                            |
| Potifera              | פוֹטִי פֶרַע pōṭî p̄æraʿ                   | „der, den Re gegeben hat“                                                                                       | Gen 41,45 u. ö.   | Priester von On, Vater Asenats und Schwiegervater Josephs       |
| Prisca, auch Priska   | Πρίσκα Príska                         | „alt“, „ehrwürdig“                                                                                              | Röm 16,3 u. ö.    | Mitglied der Urgemeinde, Frau des Aquila                        |
| Priszilla             | Πρίσκιλλα Prískilla                   | „alt“, „ehrwürdig“                                                                                              | Apg 18,2 u. ö.    | Mitglied der Urgemeinde, Frau des Aquila                        |
| Ptolemäus             | Πτολεμαίος Ptolemaíos                 | „kriegerisch“, „aggressiv“, „angriffslustig“                                                                    | nach Est 10,3     | Ägyptischer König zur Zeit der ptolemäischen Herrschaft         |
| Pua                   | פּוּעָה pūʿâ                             | unsicher, vllt. „Glanz“ oder „Mädchen“                                                                          | Ex 1,15           | Pua, Hebamme                                                    |
| Pua                   | פּוּאָה pūʾâ und פֻּוָּה puwwâ               | „Färberröte“ | Ri 10,1           | Vater des Richters Tola, auch Puwa                              |
| Pua                   | פּוּאָה pūʾâ und פֻּוָּה puwwâ               | „Färberröte“ | Gen 46,13 u. ö.   | Issacharit                                                      |
| Publius               | Πόπλιος Póplios                       | „dem Volk geweiht“                                                                                              | Apg 28,7f         | Besitzer von Landgütern                                         |
| Pudens                | Πούδης Púdēs                          | „sittsam“, „bescheiden“, „ehrenhaft“                                                                            | 2 Tim 4,21        | Grüßender im 2. Timotheusbrief                                  |
| Pul                   | פּוּל pūl                               | „Elefant“ | 2 Kön 15,19 u. ö. | Thronname des Tiglat-Pileser III.                               |
| Pura                  | פֻּרָה purâ                              | unsicher, vllt. „Kelter“ oder „besser“, „ansehnlicher“                                                          | Ri 7,10f          | Diener des Richters Gideon                                      |
| Put                   | פּוּט pūṭ                               | vllt. „Ausdehnung“                                                                                              | Gen 10,6 u. ö.    | Sohn Hams und Enkel Noachs                                      |
| Putiël                | פּוּטִיאֵל pūṭîʾēl                        | „der, den Gott gegeben hat“, „der, den El gegeben hat“                                                          | Ex 6,25           | Schwiegervater Eleasars                                         |
| Puwa                  | פֻּוָּה puwwâ und פּוּאָה pūʾâ               | „Färberröte“ | Gen 46,13         | zweitältester Sohn Issachars, auch Pua                          |
| Puwa                  | פֻּוָּה puwwâ und פּוּאָה pūʾâ               | „Färberröte“ | Ri 10,1           | Vater des Richters Tola, auch Pua                               |
| Pyrrhus               | Πύρρος Pyrros                         | „gelbrot“, „flammenfarben“                                                                                      | Apg 20,4          | Vater des Sotater                                               |